# Alexander Wienerberger
Alexander Wienerberger (8 décembre 1891, Vienne - 5 janvier 1955, Salzbourg) est un ingénieur chimiste autrichien qui travaille pendant 19 ans dans les entreprises chimiques de l'URSS. Alors qu'il travaille à Kharkiv, il crée une série de photographies de l'Holodomor de 1932-1933, qui sont des preuves photographiques de la famine massive du peuple ukrainien à cette époque. 

## Biographie
Alexander Wienerberger est né en 1891 à Vienne, dans une famille d'origine mixte. En dépit du fait que son père était juif et sa mère était tchèque, Alexandre lui-même se considérait comme un Autrichien et athée. 
De 1910 à 1914, il étudie à la faculté de philosophie de l'université de Vienne. 
Pendant la Première Guerre mondiale, il est mobilisé dans l'armée austro-hongroise et capturé en 1915. 
En 1917, il fut autorisé à s'installer à Moscou où il fonda un laboratoire de chimie avec des amis. À l'automne 1919, il tenta de fuir la Russie soviétique pour se rendre en Autriche via l'Estonie en utilisant de faux documents, mais échoua : à Pskov, il fut arrêté par la Tchéka. Wienerberger a été trouvé coupable d'espionnage. Il passa une partie importante des années 1920 dans la prison de Loubianka à Moscou . Pendant son séjour en prison, ses compétences en tant que chimiste ont été appréciées par le gouvernement soviétique, qui employait des prisonniers étrangers dans la production. Wienerberger  a travaillé comme ingénieur pour la production de vernis et de peintures, puis dans des usines de fabrication d'explosifs.
En 1927, son mariage avec Josefine Rönimois, d'origine germano-balte, se brise. L'ex-épouse, ainsi que sa fille Annemarie et son fils Alexander, sont restés en Estonie (Annemarie a ensuite déménagé en Autriche dans les années 1930). 
En 1928, pour la première fois après son emprisonnement, Wienerberger rend visite à ses proches à Vienne et se marie avec Lilly Zimmermann, fille d'un fabricant de Schwechat. Elle s'installe ensuite en Union soviétique. En 1931, son épouse est autorisée à retourner brièvement à Vienne, où elle donne naissance à leur fille Margot. 
Au début des années 1930, la famille Wienerberger vivait à Moscou, où Alexander occupait un poste dans une usine de produits chimiques. En 1932 il fut envoyé à Lyubuchany (ru) (oblast de Moscou) au poste de directeur technique d'une usine de plastique et transféré en 1933 à un poste équivalent à Kharkiv. 

### Preuve photographique de la famine de 1932-1933

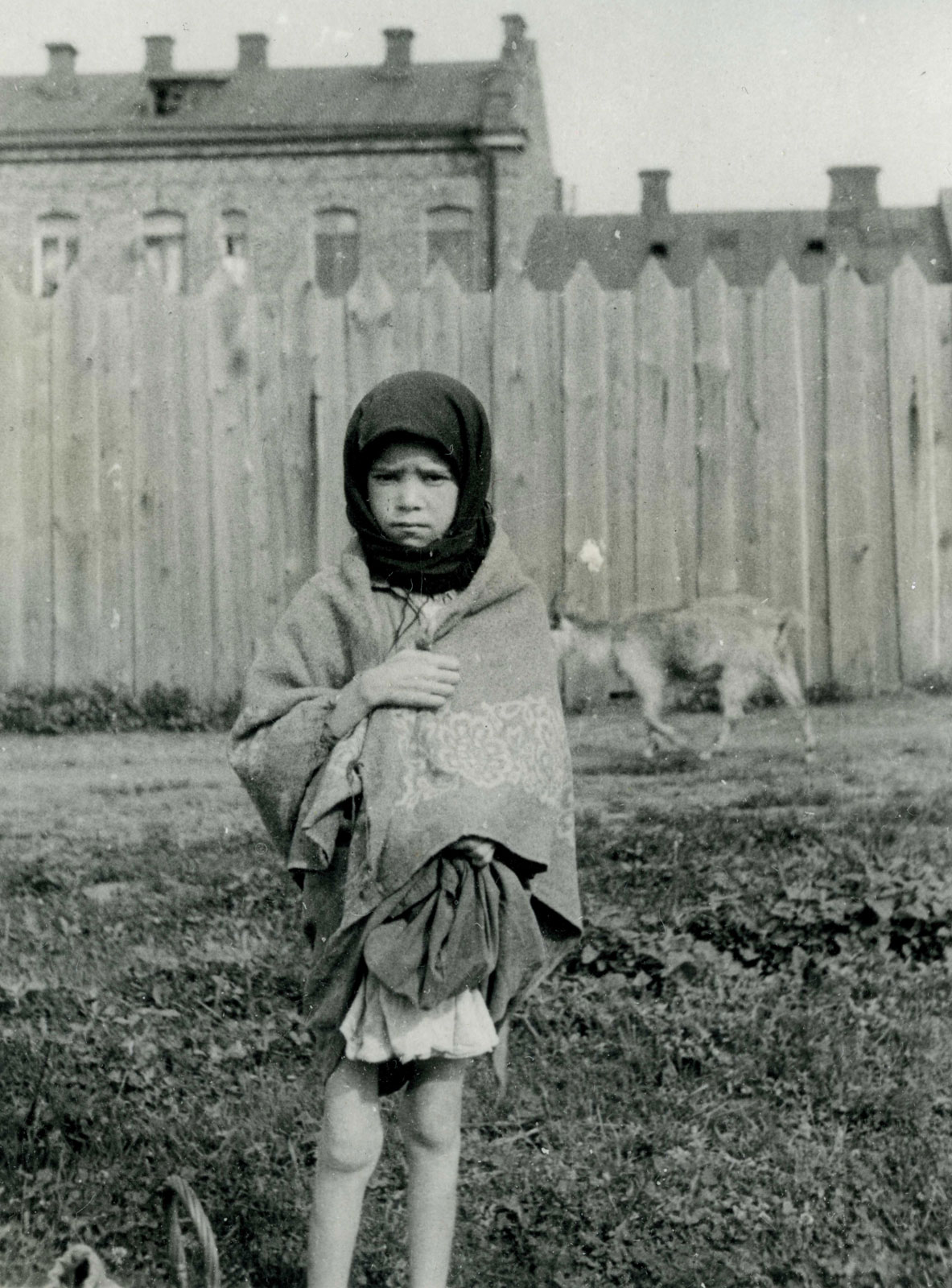
Une photo d'une fille affamée de Kharkov est l'une des photographies les plus célèbres de l'Holodomor (par Alexander Wienerberger).

Vivant à Kharkiv, alors capitale de l'Ukraine soviétique, Wienerberger a été témoin d'une famine massive et a photographié les scènes qu'il a vues dans les rues de la ville, malgré la menace d'une arrestation par le NKVD.  
Il a secrètement pris une centaine de photographies de la ville pendant l'Holodomor. Ses photographies représentent des files de personnes affamées dans les épiceries, d'enfants affamés, de cadavres de personnes mortes de faim dans les rues de Kharkiv et de fosses communes contenant des victimes de la famine. L'ingénieur a créé ses photographies à l'aide de l'appareil photo allemand Leica, qui lui a probablement été transmis par des amis de l'étranger. Plusieurs de ces photographies sont incluses dans Moissons sanglantes - 1933, la famine en Ukraine, un film documentaire français écrit et réalisé par Guillaume Ribot et sorti en 2022.
Parti pour l'Autriche en 1934, Wienerberger envoya des négatifs par courrier diplomatique avec l'aide de l'ambassade d'Autriche, afin d'éviter la fouille d'objets personnels à la frontière, car une découverte de photographies pouvait mettre sa vie en danger. À son retour à Vienne, Wienerberger a remis les images au cardinal Theodor Innitzer qui, avec le secrétaire général du Comité international des minorités nationales, Ewald Ammende, les a remises à la Société des Nations. 
En 1934, le Front patriotique autrichien a publié les photos de Wienerberger dans une petite brochure intitulée « Rußland, wie es wirklich is » (« La Russie, comme elle est réellement »), mais sans attribution. 
Les photographies de Wienerberger ont été mises à la disposition du public pour la première fois en 1935 grâce à la publication dans le livre La Russie doit-elle mourir de faim ? (Muss Russland hungern?) d'Ewald Ammende ; les photos n'ont pas été créditées pour des raisons de sécurité pour leur créateur. En 1939, Alexander Wienerberger a publié en Autriche son propre livre de mémoires sur la vie en Union soviétique, dans lequel deux chapitres sont consacrés à l'Holodomor. Des photos ont également été incluses dans ses mémoires publiés en 1942. 
En 1944, Wienerberger servit en tant qu'officier de liaison de l'Armée de libération russe. Après la guerre, il réussit à éviter le transfert aux troupes soviétiques. Il se retrouva dans la zone d'occupation américaine à Salzbourg, où il mourut en 1955. 
À l'heure actuelle, les photos de Wienerberger ont été republiées dans de nombreuses autres œuvres et sont notamment exposées au Musée canadien des droits de la personne à Winnipeg.

### En russe
- Уникальные фото Голодомора в Украине: их тайком снял Александр Винербергер
- «Кормили свиней трупами»: опубликованы неизвестные ранее фото Голодомора
- «Рискуя попасть в застенки НКВД, мой прадед фотографировал жертв Голодомора»
- "Это был геноцид": история британской фотохудожницы, которая рассказывает о Голодоморе

### En ukrainien
- Невідомі фото Голодомору інженера Вінербергера

### Dans d'autres langues
- Alexander Wienerberger: Les souvenirs de sa fille [extrait le 20.10.2013].
- « Alexander Wienerberger », sur British Photographic History, 16 août 2012 (consulté le 13 décembre 2023)
- (en) « PHOTO GALLERY : Ukraine's Holodomor Through An Austrian's Eyes », sur rferl.org, RFE/RL, 21 novembre 2013 (consulté le 13 décembre 2023)
- Josef Vogl. Alexander Wienerberger   - Fotograf des Holodomor. Dans: Dokumentationsarchiv des österreichischen Widerstandes (Hrsg. ), Feindbilder, Wien 2015 (= Jahrbuch 2015), S. 259—272